# Azorelloideae
Azorelloideae (G.M.Plunkett & Lowry, 2004) è una sottofamiglia di piante angiosperme della famiglia Apiaceae.

## Distribuzione e habitat
La sottofamiglia Azorelloideae esprime la maggiore biodiversità nella regione andina del Sud America (generi Asteriscium, Azorella, Bolax, Diposis, Domeykoa, Eremocharis, Gymnophyton, Homalocarpus, Pozoa); il suo areale si estende inoltre all'America centrale e al Nord America (Azorella, Spananthe, Bowlesia), alle isole sub-antartiche (Azorella) e all'Australasia (Azorella, Dichosciadium, Diplaspis e Oschatzia). Il genere Drusa è presente con una sola specie specie, Drusa glandulosa, in Macaronesia, Marocco e Somalia e il genere Dickinsia, con Dickinsia hydrocotyloides, in Cina sud-orientale.

## Tassonomia
La sottofamiglia comprende i seguenti generi:
- Asteriscium Cham. & Schltdl. (9 specie)
- Azorella Lam. (58 spp.)
- Bolax Comm. ex Juss. (2 spp.)
- Bowlesia Ruiz & Pav. (16 spp.)
- Dichosciadium Domin (1 sp.)
- Dickinsia Franch. (1 sp.)
- Diplaspis Hook.f. (3 spp.)
- Diposis DC. (3 spp.)
- Domeykoa Phil. (5 spp.)
- Drusa DC. (1 sp.)
- Eremocharis Phil. (9 spp.)
- Gymnophyton Clos (6 spp.)
- Homalocarpus Hook. & Arn. (6 spp.)
- Oschatzia Walp. (2 spp.)
- Pozoa Lag. (2 spp.)
- Spananthe Jacq. (2 spp.)

### Alcune specie

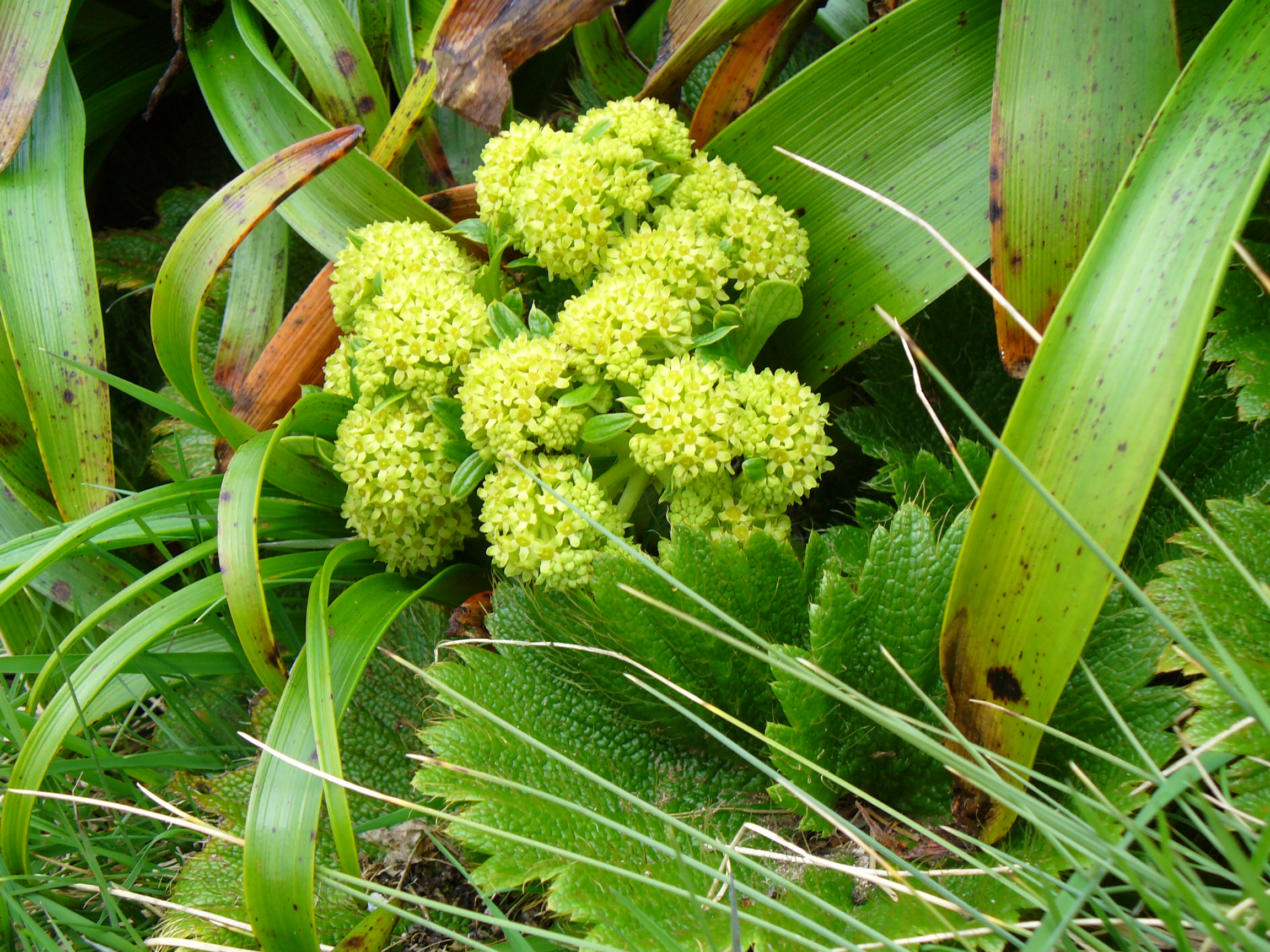
Azorella polaris
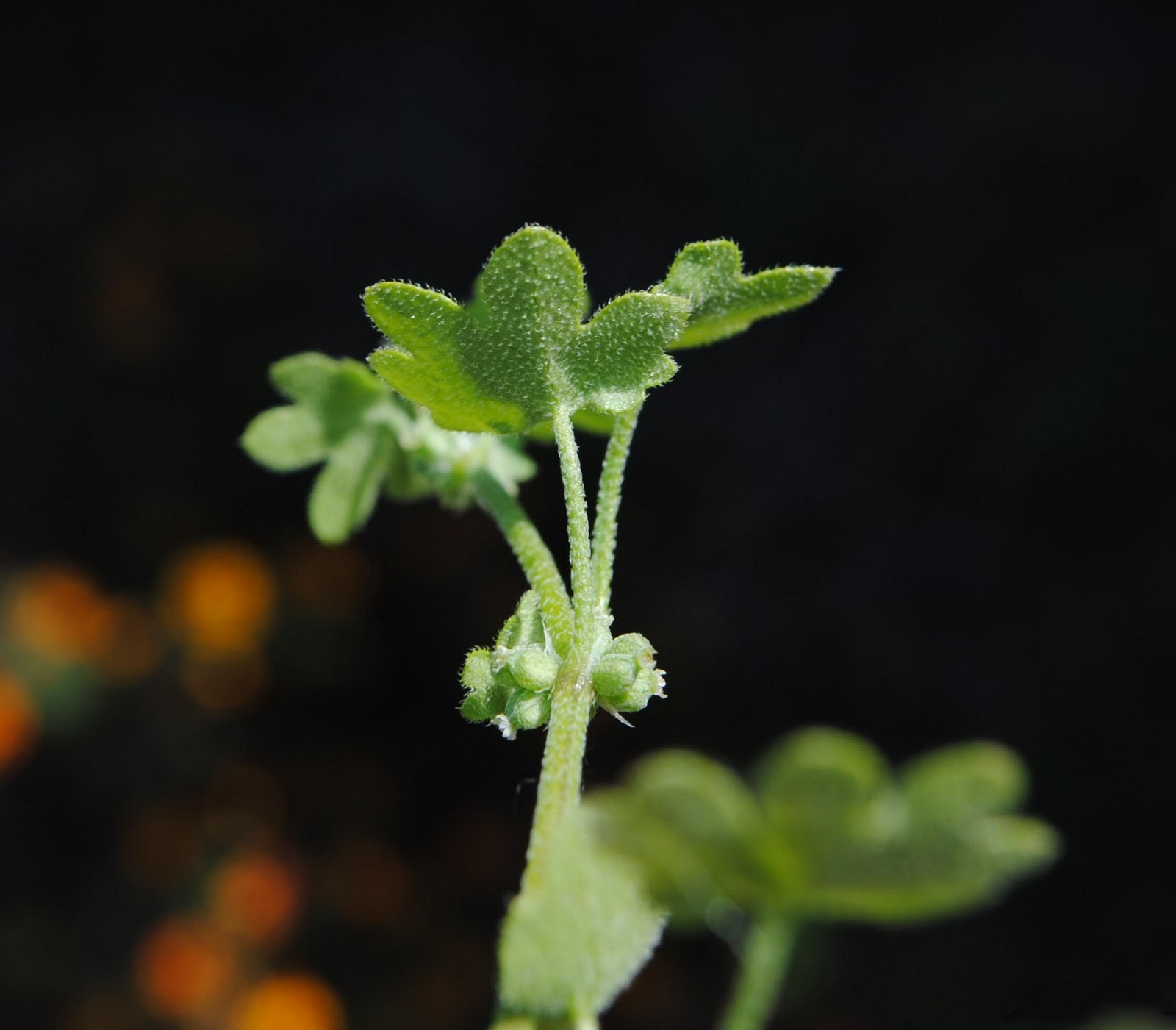
Bowlesia incana
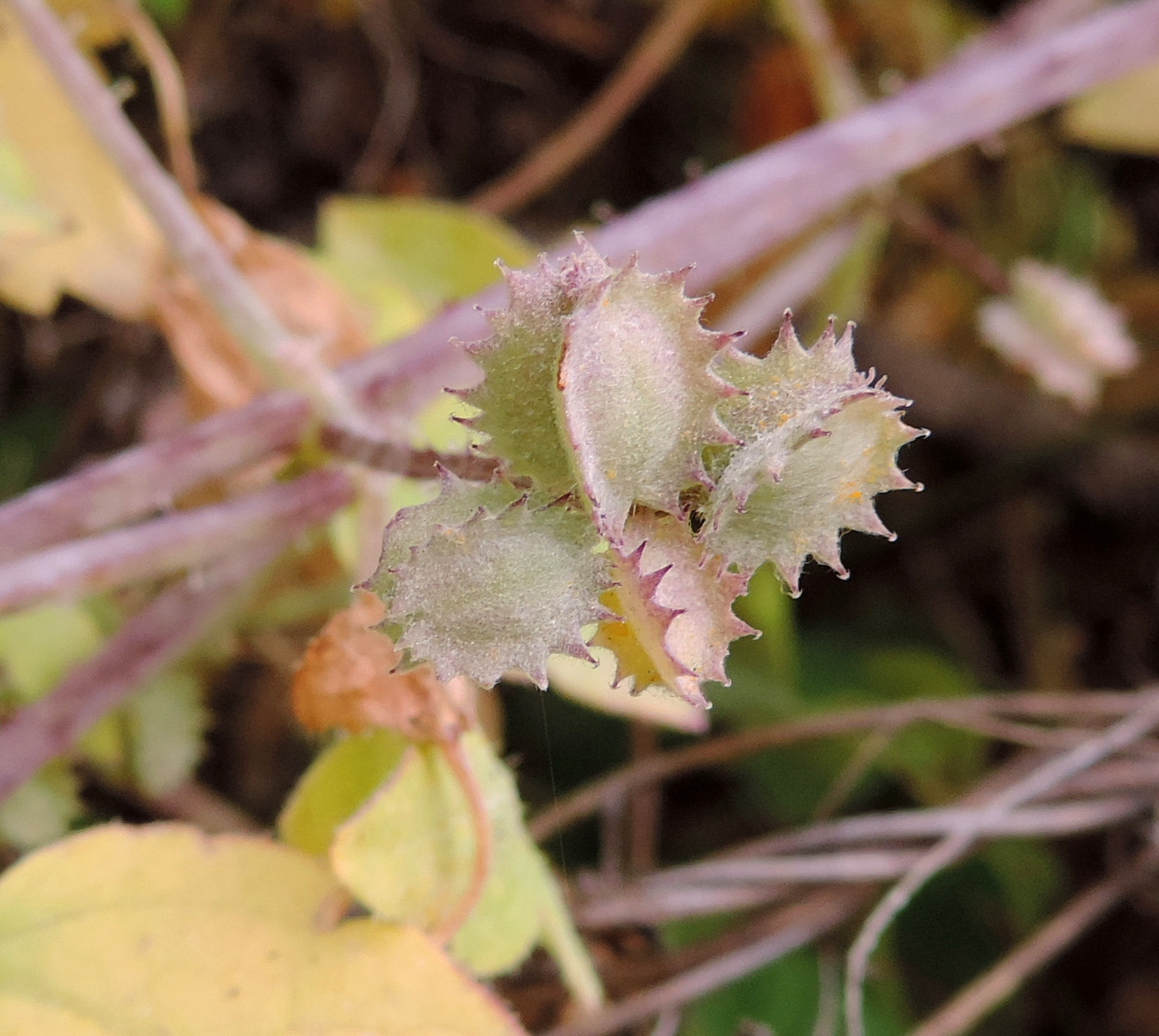
Drusa glandulosa
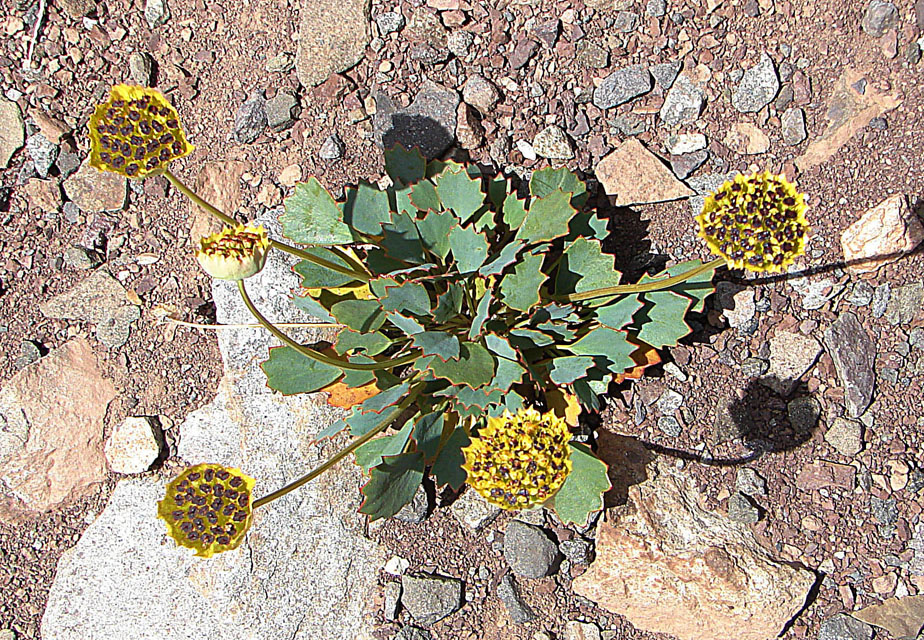
Pozoa coriacea
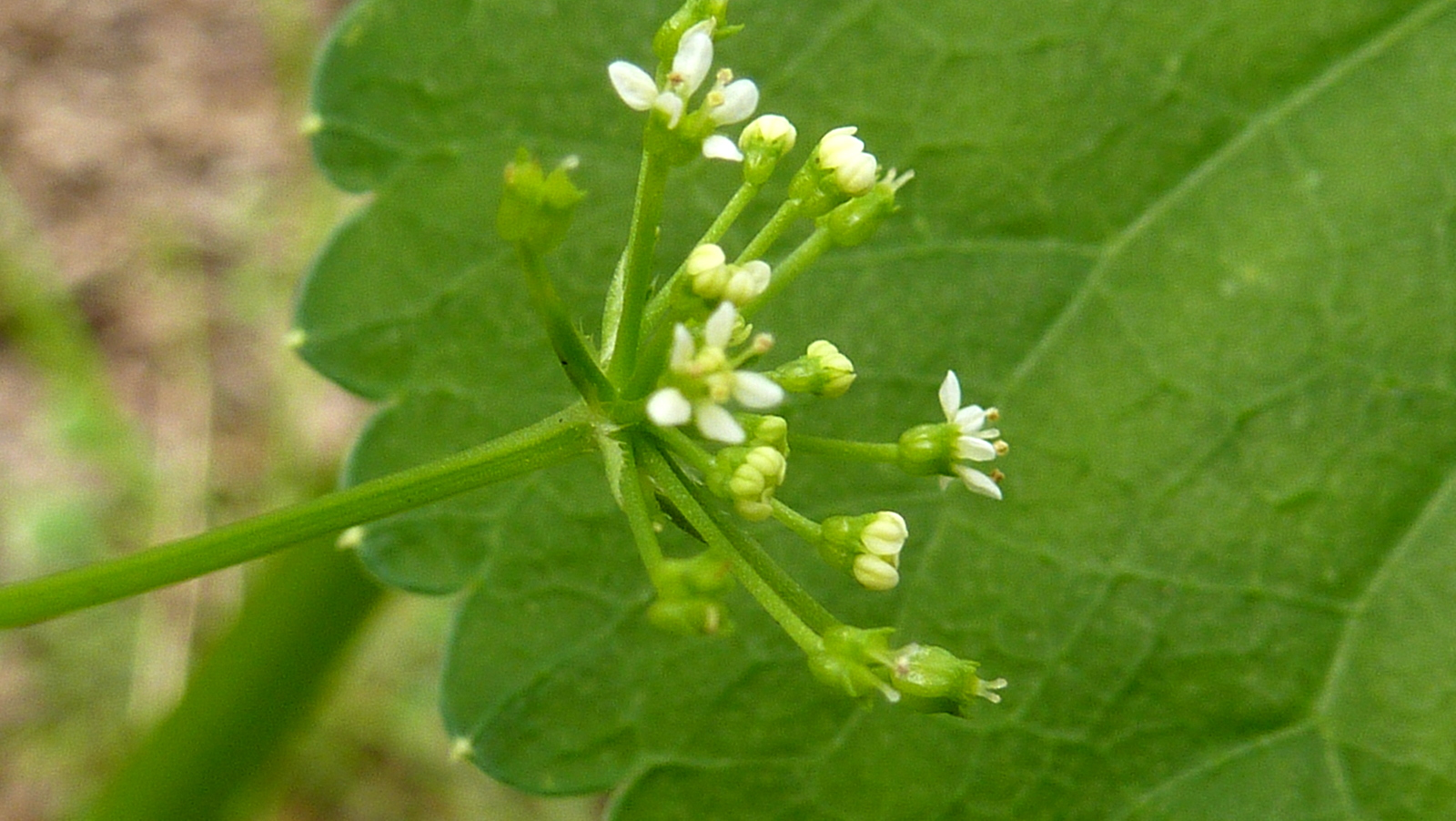
Spananthe paniculata